# Vademècum

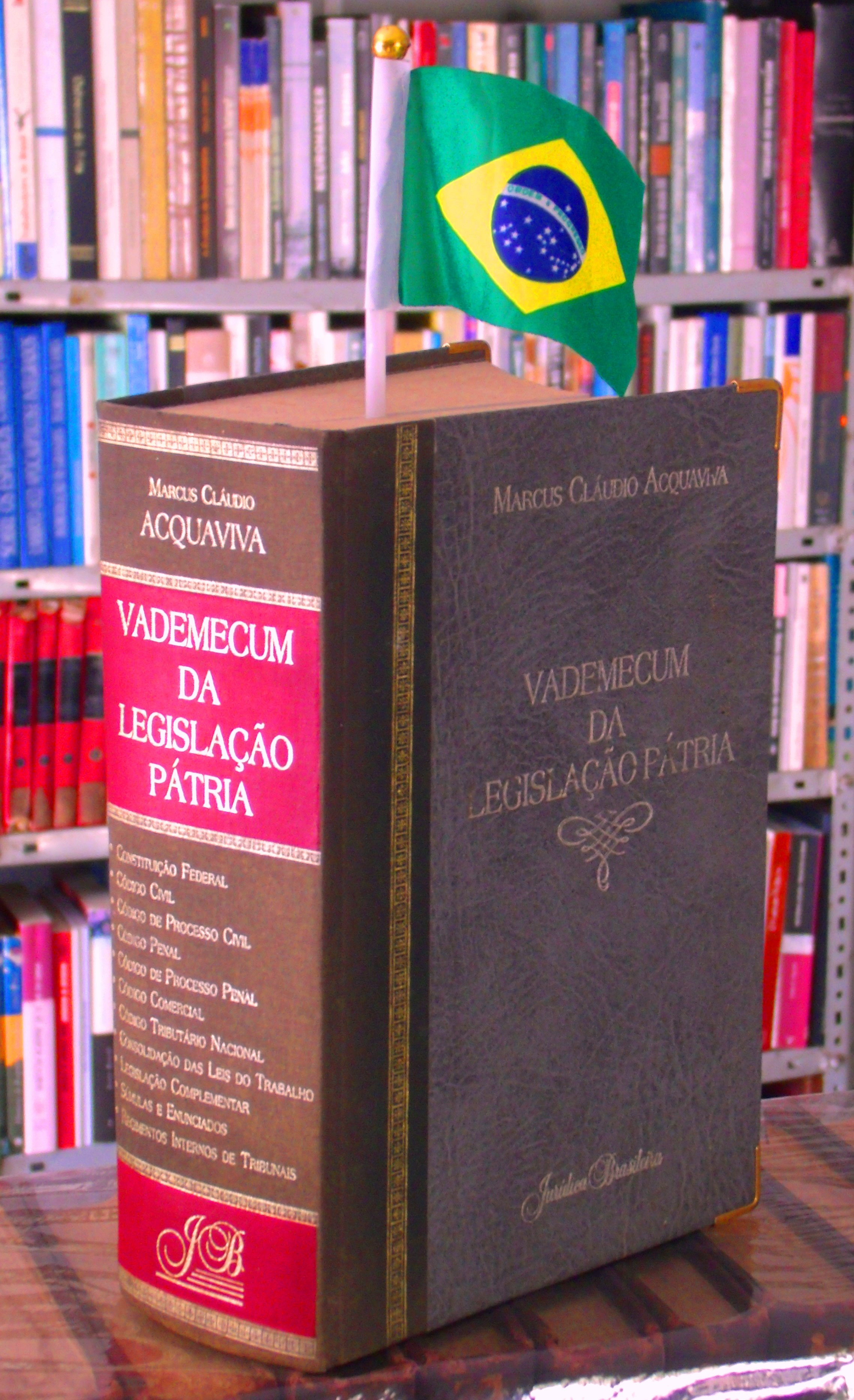
Vademècum sobre legislació del Brasil.

Vademècum és un tractat que conté les nocions més importants d'una matèria, ja siga ciència o art.
Destaca particularment el que utilitzen els professionals sanitaris per a consultar sobre presentacions, composicions i les principals indicacions dels medicaments.